# Parabramis pekinensis
Parabramis pekinensis is een straalvinnige vis uit de familie van karpers (Cyprinidae) en behoort derhalve tot de orde van karperachtigen (Cypriniformes). De vis kan maximaal 55 cm lang en 4100 gram zwaar worden. 

## Leefomgeving
Parabramis pekinensis is een zoetwatervis. De vis prefereert een gematigd klimaat. Het verspreidingsgebied beperkt zich tot Azië.

## Relatie tot de mens
Parabramis pekinensis is voor de visserij van groot commercieel belang. In de hengelsport wordt er weinig op de vis gejaagd. 